# Кудашевы
Куда́шевы (тат. Кодашевлар) — российский княжеский род татарского происхождения (т. н. князья татарские), происходящий от князя Кудаша.
Две известные ветви князь Кудашевых происходят от двух сыновей князя Кудаша:
1. Князя Булая (сыновья Бекбулат, Досай, Ураз).
2. Мурзы Семенея (сыновья Чепай, Бекбай).

Подавляющее большинство ветвей рода представляли собой многочисленные семейства невысокого материального достатка, как мусульманские, так и принявшие христианство, которые в течение XVII-XIX веков были лишены княжеских титулов и записаны в податное сословие. Их дальнейшая родословная прослеживается в недостаточной степени.
В отличие от них, потомки Чепая, сына Семенея, крещённые и полностью обрусевшие, превратились во влиятельную в императорской России аристократическую семью, давшую ряд примечательных деятелей. Эта ветвь рода была внесена в родословные книги Киевской, Полтавской, Тамбовской и Херсонской губерний, в которых располагались их поместья. Большинство представителей рода после революции эмигрировали.
Наконец, одна из мусульманских ветвей рода, в середине XIX века также была подтверждена в княжеском достоинстве, её потомками считаются некоторые лица, прославившиеся уже в советской России.

## Основная (Младшая) ветвь
Родоначальником младшей ветви князей Кудашевых стал внук Кудаша — Чепай-Мурза, участвовавший в московском осадном сидении 1618 года во время войны с Польшей, за что был пожалован вотчиной. Князь Афанасий Кудашев был воеводой в Калуге (1604).
В Шацких писцовых книгах (1649) Чепай-Мурза Кудашев назван князем. Потомки его во всех служебных документах именовались князьями.
В Боярских книгах за 1680-1692 год фигурируют стольники князья Кудашевы: Василий, Герасим Павлович, Григорий Богильдеевич, Иван Алеевич, Иван Петрович, Иван Ченкунов, Моисей Чепаев, Пётр и Павел Бибаевы, Пётр Бек-Булат, Семён Уразов.
Определением Правительствующего Сената от 15 января и 09 ноября 1823 года, 30 июня и 30 сентября 1825 года, 05 июля 1851 года, 19 июня 1852 года, 17 июня 1854 года, 30 мая 1861 года, 27 ноября 1862 года, 30 апреля 1885 года, 19 июля 1889 года и 30 апреля 1890 года утверждены в достоинстве татарских князей с внесением в VI часть родословной книги князья Кудашевы:
1. Михаил Фёдорович.
2. Николай, Алексей и Иван Александровичи.
3. Иван Алексеевич.
4. Иван Николаевич.
5. Иван Александрович с дочерью Марией.
6. Александр Алексеевич.
7. Владимир и Николай Ивановичи.
8. Статский советник, камергер Сергей Данилович и его жена Матильда (урожд. графиня Шуазель-Гуфье) и дети: Алексей с женою Екатериною Алексеевной, Виктор, Мария, Николай, титулярный советник Александр, Екатерина, Владимир, Сергей, Ольга, Александра и внуки Александр Александрович.
9. Генерал-майор Александр Владимирович и его сыновья: губернский секретарь Николай, коллежский асессор Владимир и штабс-ротмистр Евгений с женою Марией Дмитриевной (урожд. Похвисневою) и внуки: Ольга, Ксения, Георгий и Варвара Евгеньевны[3].

Представители (в хронологическом порядке по датам рождения).
- Кудашев, Николай Данилович (1784—1813) — генерал-майор, в 1812 году — командир летучего партизанского отряда, офицер для поручений фельдмаршала Кутузова и муж его дочери Екатерины.
- Кудашев, Сергей Данилович (1795—1862) — камергер, дед философа Н. А. Бердяева.
- Кудашев, Иван Александрович (1859—1933) — дипломат, посол в Дании, Бельгии, Испании. После революции в Россию не вернулся.
- Кудашев, Сергей Владимирович (1863—1933) — действительный статский советник, камергер. Эмигрировал.
- Кудашев, Николай Александрович (1868—1925) — дипломат, посол в Китае. После революции в Россию не вернулся.
- Кудашев, Александр Сергеевич (1872—1917) — профессор, пионер-авиаконструктор.
- Кудашев, Николай Всеволодович (1903—1978) — белый офицер, поэт. Эмигрировал.

## Старшая ветвь
Старшая происходит от темниковского князя Булая княж Кудашева. Некрестившиеся потомки Булая были положены в подушный оклад по Темниковскому и Краснослободскому уездам (Тамбовской и Пензенской губерний), а их поместья были отписаны на государя. Праправнуки старшего из сыновей Булая — Абдюк (1718/19—1769) и Якуп (1739/40—?), Илюковы дети, — в 1760-е годы перешли на жительство из Темниковского уезда в Уфимскую область (позже — Уфимская губерния). Несколько десятков их внуков и правнуков — мусульман — определениями Правительствующего Сената от 4 (16) августа 1849, 16 (28) сентября 1854 и 12 (24) июля 1856 год были утверждены в дворянском достоинстве с правом именоваться князьями татарскими (и внесением в V часть родословной книги):
1. Мухаметдияр Шабаевич и его сыновья: Девлетгарей и Мухаметьгарей.
2. Иллес Шабаевич.
3. Салимгарей, Шашмардан, Хусеин и Мухаметьша Усмановичи.
4. Мухаметьгарей, Давлетгарей, Мухаметьгалей и Мухаметьвалей Мухаметдиаровичи.
5. Идрис, Сеитбатталь и Нургалий Ильясовичи.
6. Давлетьгарей, Мухаметьгарей и Ахметьгарей Селимгариевичи.
7. Юсуп и Юнус Хусейновичи.
8. Юнус, Араслангарей, Аюп, Давлетьгарей, Ибрагим и Салих Юскеевичи.
9. Якуп Юнусович.
10. Шалимгарей и Мухаметьгарей Араслангареевичи.
11. Мухаметьзян, Султангарей и Ахметьгарей Ибрагимовичи[3].

Прапраправнуком Якупа был народный артист РСФСР и Башкирской АССР Х. И. Кудашев (1913—1986). Другим потомком Бекбулата Кудашева был музыкант Герой Труда И. Б. Кудашев (1884—1942), выступавший под псевдонимом «Ашкадарский».
Сын Досая Булаева сына — Кодряк ― участвовал в Русско-польской войне (1654—1667) и подавлении восстания под предводительством Степана Разина. Внучатый племянник Кодряка — правнук Досая — новокрещёный Иван Лаврентьевич (1705—1749) — был в 1738 году вновь обращён в княжеское достоинство и наделён поместьем. Однако Сенат счёл доказательства благородного происхождения этой отрасли Кудашевых недостаточными и указом от 3 (15) мая 1853 года исключил потомков Ивана Лаврентьевича из родословной книги.
Один из сыновей Ураза Булаева крестился в конце XVII века с именем Семён, за что был в 1681 году пожалован в стольники и сохранил за собой поместья. Но и его потомков постигла та же участь, что и их родственников: определением Пензенского дворянского депутатского собрания от 1 (13) ноября 1898 года они были исключены из родословной книги.
Герб старшей ветви рода Кудашевых князей татарских внесён в 17-ю часть Общего гербовника дворянских родов Российской империи (под № 6).

## Описание герба
В червлёном поле накрест положенные серебряные прямой и восточный мечи с золотыми рукоятями (изм. польский герб Пелец), сопровождаемые во главе щита серебряною о шести лучах звездою над таковым же, вверх, полумесяцем (польский герб Лелива).
Щит увенчан серебряным с золотыми украшениями княжеским коронованным шлемом. Нашлемник: три червлёных страусовых пера, обремененные серебряной о шести лучах звездою над таковым же, вверх, полумесяцем. Намёт: червленый с серебром. Щит окружен княжескою мантиею, украшенною таковою же короною. Герб князей Кудашевых внесен в Часть 17 Общего гербовника дворянских родов Всероссийской империи, стр. 6.

## Генетический паспорт
Исследование ДНК Y-хромосомы представителей князей Акчуриных, Кудашевых, Дашкиных и Кашаевых, имеющих общего предка по мужской линии, выявило у них гаплогруппу J2b2.